# مجموعات القتال التابعة للاتحاد الأوروبي

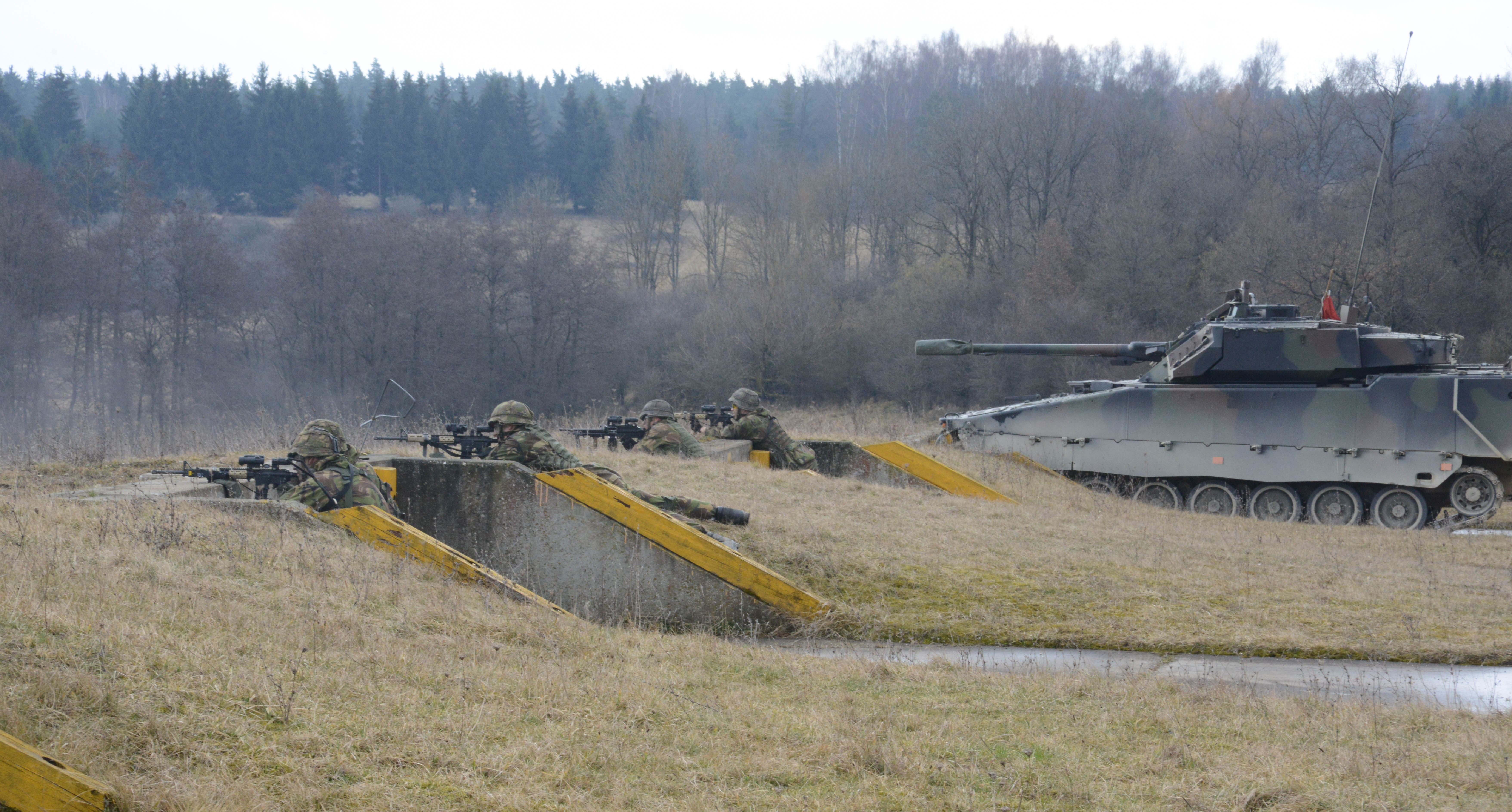
مركز تدريب EUBG 2014 II في ألمانيا.

مجموعات القتال التابعة للاتحاد الأوروبي (EU BG)  هي وحدة عسكرية تلتزم بسياسة الأمن والدفاع المشتركة (CSDP) التابعة للاتحاد الأوروبي. في كثير من الأحيان، بناءً على مساهمات من تحالف الدول الأعضاء، كل مجموعة من مجموعات القتال الثمانية عشر تتكون من قوة بحجم كتيبة (1500 جندي) معززة بعناصر دعم قتالي. تبقى المجموعات نشطة، بحيث تكون مجموعتان جاهزتان للنشر في جميع الأوقات. القوات تحت السيطرة المباشرة لمجلس الاتحاد الأوروبي.
وصلت مجموعات القتال إلى القدرة التشغيلية الكاملة في 1 يناير 2007، اعتبارًا من أغسطس 2019، لم يروا بعد عملا عسكريا. وهي تستند إلى مهام مخصصة موجودة قام بها الاتحاد الأوروبي ووصفها البعض بأنها «جيش دائم» جديد لأوروبا. يتم سحب القوات والمعدات من الدول الأعضاء في الاتحاد الأوروبي تحت «دولة رائدة». في عام 2004، الأمم المتحدة الأمين العام كوفي عنان رحب الخطط وشدد على قيمة وأهمية القتالية في مساعدة اتفاق الأمم المتحدة مع مناطق الاضطرابات.

## التاريخ

### معلومات أساسية (1999-2005)
المجموعات القتالية كوحدة عسكرية مشتركة للأسلحة، تتمحور حول كتيبة مشاة أو فوج مدرع، ليست مفهومًا جديدًا. ومع ذلك، فإن الأفكار الأولية لمجموعات معارك محددة في الاتحاد الأوروبي بدأت في قمة المجلس الأوروبي في 10-11 ديسمبر 1999 في هلسنكي. أنتج المجلس الهدف الرئيسي لعام 2003 وحدد الحاجة إلى القدرة على الاستجابة السريعة التي يجب أن يوفرها الأعضاء بقوى صغيرة في حالة استعداد عالية. تم التأكيد على الفكرة في قمة فرنسية بريطانية في 4 فبراير 2003 في لوتوكيه والتي أبرزت كأولوية الحاجة إلى تحسين قدرات الاستجابة السريعة، «بما في ذلك النشر الأولي للقوات البرية والبحرية والجوية في غضون 5-10 أيام.»  وقد تم وصف هذا مرة أخرى على أنه ضروري في «هدف العنوان 2010».

### التطور المبكر (2005-2015)

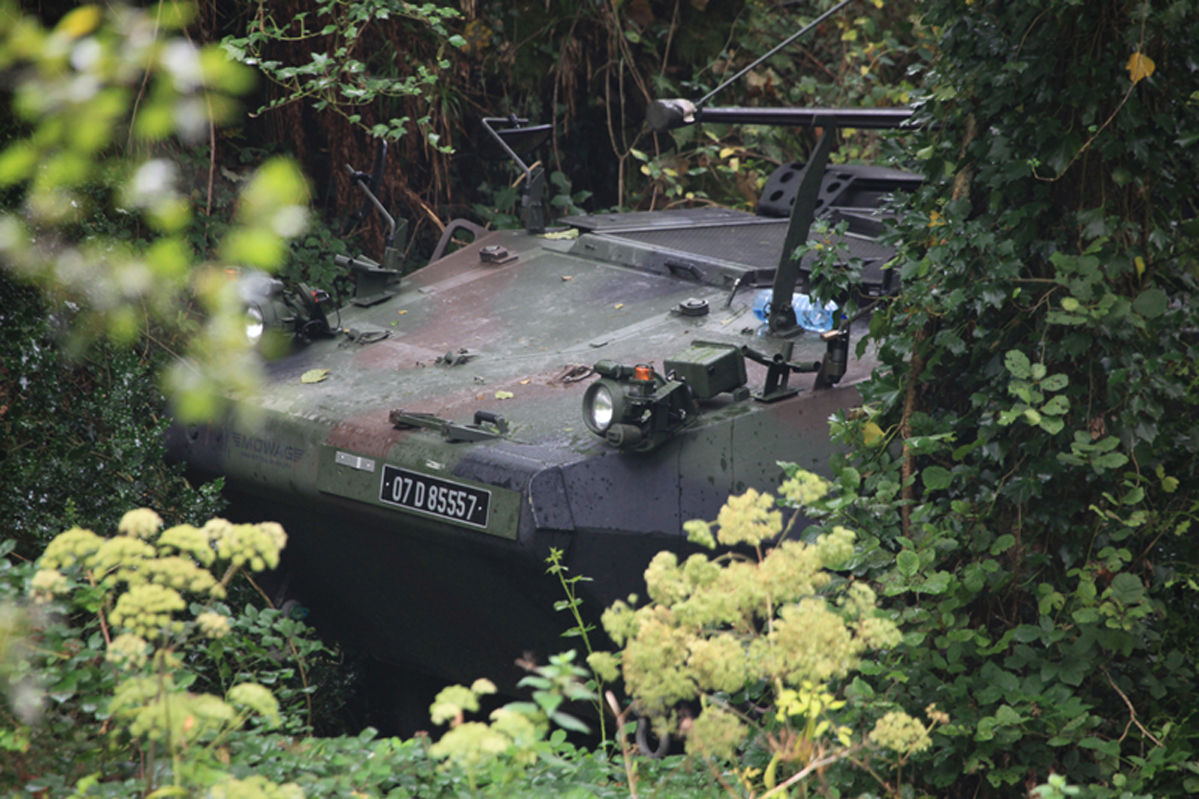
مواغ بيرانا خلال تمرين عام 2010.

### مزيد من التطوير (2016 – الآن)
الدول الأعضاء المشاركة في الاتحاد الأوروبي
| - بلجيكا - بلغاريا - كرواتيا | - جمهورية التشيك - إستونيا - فرنسا | - ألمانيا - اليونان - المجر | - إيطاليا - لاتفيا - ليتوانيا | - لوكسمبورغ - هولندا - بولندا | - البرتغال - رومانيا - سلوفاكيا | - سلوفينيا - إسبانيا |

الدول الأعضاء المشاركة غير الأعضاء في الناتو
- النمسا
- قبرص
- فنلندا
- أيرلندا
- السويد

الدول الأعضاء غير الأعضاء في حلف شمال الأطلسي (الناتو)
- النرويج
- تركيا
- المملكة المتحدة

الدول المشاركة من خارج الاتحاد الأوروبي والدول غير الأعضاء في الناتو
- مقدونيا
- أوكرانيا
- صربيا

الدول الأعضاء غير المشاركة في الاتحاد الأوروبي
- الدنمارك (opt-out)
- مالطا